# 浦安三社祭

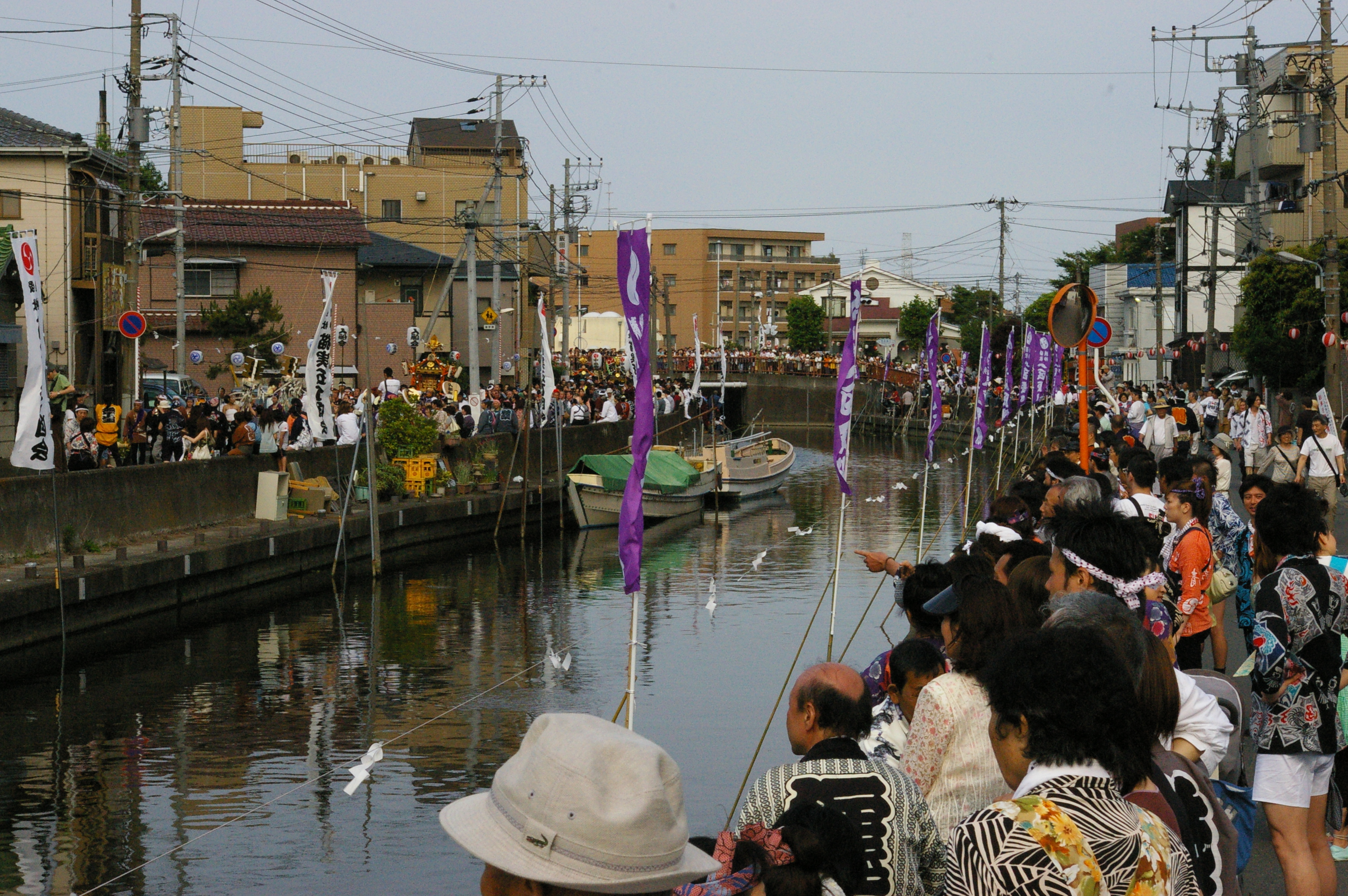
浦安三社祭（2008年6月）

浦安三社祭（うらやすさんじゃまつり）とは、夏季オリンピックと同じ年の6月中旬に千葉県浦安市で行われる夏祭り。
同市の母体となった3集落それぞれの鎮守である猫実の豊受神社、堀江の清瀧神社、当代島の稲荷神社から5基の神輿が出る。このほか、大小80基の神輿が出る。もとは臨時の大祭として行われていたものが、大正時代以降、6月に行われるようになった祭りである。神輿も大正時代以降に使われるようになった。また、神輿はその神社の氏子地域から出る。
かつては民家に突入するほどの激しさで、「暴れ神輿」（暴れ祭りとも）といわれるほどであった。昭和30年代、不況や警備体制の関係から一時中断されたが、昭和49年6月に復活した。
この祭りでは「マエダ、マエダ」というかけ声が特徴的である。これは暴れ神輿をまっすぐ進ませるために「前だ、前だ」とかけられたかけ声に由来すると言われる。
神輿の担ぎ方は市川市行徳地区と共通の「行徳かつぎ」であり、「地すり」（地面すれすれまで神輿を下げ、回転させる）、「放り受け」（空中に投げ上げる）と呼ばれる動作を、交差点など神輿渡御ルートの主要な地点で行う。市が交通規制や資金などを援助しているので、町内会のみで運営されているものよりも規模が大きい。